# Isoglossa ciliata
Isoglossa ciliata là một loài thực vật có hoa trong họ Ô rô. Loài này được Lindau mô tả khoa học đầu tiên.